# Aeroportul Municipal Deming
Aeroportul Municipal Deming (IATA: DMN, ICAO: KDMN, FAA LID: DMN) este un aeroport din New Mexico, Statele Unite ale Americii ce deservește zona Deming. A fost numit după zona deservită.
Situat la o altitudine de 1.315 m, aeroportul dispune de 2 piste.

## Infrastructură

### Piste
Aeroportul dispune de 2 piste. Pista 04/22 are suprafața de asfalt și dimensiunile 5.675 picioare × 60 picioare. Pista 08/26 are suprafața de asfalt și dimensiunile 8.018 picioare × 75 picioare. 